# Michael Toshiyuki Uno
Michael Toshiyuki Uno (nacido en el siglo XX) es un director de película y director de televisión estadounidense.

## Vida y carrera
Él fue contratado para dirigir programas televisivos como Alfred Hitchcock Presenta (el remake de la serie que empezó en 1985), Playa de China, El Outsiders, Edición Temprana, y El riachuelo de Dawson. Uno también dirigió las películas El Silencio, El Lavado, y Maltratada. También fue nominado con Joseph Benson para un Premio de Academia para Cortometraje de Acción Viva para 1982 por su trabajo en la película El Silencio.
Desde el 2002 él está enseñando en el USC School of Cinema-Television.  Uno es además miembro fundador del Comité de Directores Independientes del Directors Guild of America. Actualmente está involucrado en la producción de Documentales Independientes, guiones de largometrajes de televisión y cine y en el desarrollo de esos proyectos.
En enero del 2008 Michael Uno protagonizó a un maestro de Kung-Fu en un anuncio comercial de William Shatner Priceline.

## Filmografía (Selección)
- 1982: El Silencio (The Silence; cortometraje)
- 1987: Home Fires (película para televisión)
- 1988: El Lavado (The Wash)
- 1991: La historia de James Brady (Without Warning: The James Brady Story; película para televisión)

- 1992: Instinto homicida (Fugitive Among Us; película para televisión)
- 1994: Volver a vivir (A time to heal; película para televisión)
- 1995: Maltratada (Dangerous Intentions; película para televisión)
- 1996: Secretos escondidos (Buried Secrets; película para televisión)
- 1996: Camino a Galveston (The Road to Galveston; película de televisión)
- 1999: El rostro de la muerte (A Face to Kill for; película para televisión)

## Premios y distinciones
Premios Óscar
| Año  | Categoría          | Película    | Resultado |
| ---- | ------------------ | ----------- | --------- |
| 1983 | Mejor cortometraje | The Silence | Nominado  |